# Borjomi
Borjomi (in georgiano ბორჯომი?) è una città della Georgia nella regione di Samtskhe-Javakheti. Posta nel sud del Paese, in una zona montuosa, è il capoluogo dell'omonimo distretto.

## Caratteristiche
La città è famosa per la produzione di acque minerali, un tempo molto apprezzate dai capi sovietici, e che al giorno d'oggi sono la principale merce d'esportazione per la Georgia. È nota anche per la residenza estiva dei Romanov a Likani e per il Parco Nazionale Borjomi-Kharagauli. La Borjomi, l'acqua minerale georgiana scoperta dai militari dello zar dopo la conquista del Caucaso nell'800, la si trovava storicamente sempre a tutti i tavoli delle decisioni che contavano, alle riunioni altolocate. Stalin ovunque si trovasse se ne faceva portare scorte direttamente dalla Georgia per le proprietà uniche al mondo. Grazie alle sue proprietà taumaturgiche, l'acqua che abbonda nella regione è anche fonte di turismo termale. L'acqua Borjomi ha un sapore leggermente sapido che la rende molto particolare e ricercata. Qui, il 9 gennaio 1889, vennero celebrate le nozze fra Dmitrij Merežkovskij e Zinaida Gippius.

## Storia
Nel Medioevo, l'area dell'attuale Borjomi faceva parte della provincia di Tori. Era protetta da una serie di forti a guardia del crocevia strategico delle rotte che portavano alle province occidentali, orientali e meridionali della Georgia. Tre importanti fortezze - quelle di "Gogia", "Petre" e "Sali" - dominano ancora il paese dalle colline vicine. Dal XVI secolo al XIX, l'area appartenne alla nobile famiglia degli Avalishvili, ma fu in gran parte spopolata a causa delle incursioni ottomane.
Dopo l'annessione russa della Georgia, l'area di Borjomi iniziò a rivitalizzarsi. Il toponimo Borjomi viene registrato per la prima volta negli anni '10 dell'Ottocento. La città e i suoi dintorni furono sottoposti alle autorità militari russe. Borjomi iniziò a ricevere soldati negli anni venti dell'Ottocento. Edifici e bagni iniziarono a sorgere negli anni '30. All'inizio degli anni Quaranta dell'Ottocento, il viceré russo del Caucaso Evgenij Golovin portò sua figlia a partecipare alla cura e accelerò il trasferimento ufficiale delle acque dalle autorità militari a quelle civili. Il viceré Mikhail Vorontsov, affascinato dal paesaggio locale e dalle acque minerali, ha fatto di Borjomi la sua residenza estiva e l'ha ristrutturata con nuovi parchi. Il suo clima caldo, le sorgenti di acqua minerale e le foreste resero Borjomi una delle località estive preferite dell'aristocrazia e le venne dato il nome popolare di "perla del Caucaso".
Negli anni '60 dell'Ottocento furono poi costruiti nuovi hotel e fu istituita un'amministrazione per le acque minerali. Nel 1871, la potestà sulla città di Borjomi venne conferita al membro della famiglia reale il granduca Mikhail Nikolayvich, allora viceré del Caucaso. Nel 1890, il figlio di Mikhail, Nikolay, costruì un parco e un castello a Likani, all'estremità occidentale di Borjomi. Le acque minerali in bottiglia iniziarono allora ad essere ampiamente esportate. La città è cresciuta in modo significativo grazie allo stabilirsi dei migranti russi e, nel 1901, il numero di abitanti di etnia russa (2 031) ha superato per la prima volta i georgiani nativi (1 424).
In seguito all'invasione della Georgia da parte dell'Armata Rossa nel 1921, il regime sovietico confiscò tutte le dimore aristocratiche e le trasformò in sanatori, frequentati dall'élite del partito comunista. Nonostante i notevoli danni causati da un'alluvione il 18 aprile 1968, Borjomi ha continuato a crescere durante l'era sovietica. Gli anni post-sovietici di crisi politica ed economica hanno ostacolato lo sviluppo dell'area, che tuttavia è rimasta una meta ambita per il turismo interno. Negli anni 2000, un numero crescente di investimenti privati nel turismo e nelle infrastrutture municipali hanno aiutato Borjomi a riprendersi da un decennio di decadenza.

## Amministrazione

### Gemellaggi
- Mykolaïv